# ویکتور براون (بازیکن فوتبال)
ویکتور براون (اسپانیایی: Víctor Brown‎؛ زادهٔ ۷ مارس ۱۹۲۷) بازیکن فوتبال اهل بولیوی بود.
وی همچنین در تیم ملی فوتبال بولیوی بازی کرده‌است.